# 短序算珠豆
短序算珠豆（学名：[Urariopsis brevissima] 错误：{{Lang}}：文本有斜体标记（帮助））为豆科算珠豆属下的一个种。